# Lecidella elaeochromoides
Lecidella elaeochromoides är en lavart som först beskrevs av William Nylander och som fick sitt nu gällande namn av Knoph och Hannes Hertel. 
Lecidella elaeochromoides ingår i släktet Lecidella och familjen Lecanoraceae. Inga underarter finns listade i Catalogue of Life.